# 16714 Arndt
16714 Arndt è un asteroide della fascia principale. Scoperto nel 1995, presenta un'orbita caratterizzata da un semiasse maggiore pari a 2,8597886 UA e da un'eccentricità di 0,0823750, inclinata di 3,26144° rispetto all'eclittica.